# Bitva o Šumšu
Bitva o Šumšu byl první konflikt během sovětské invaze na japonské Kurilské ostrovy. Byl to jediný odpor proti této invazi a tato bitva byla jednou z posledních bitev druhé světové války – odehrála se až po oznámení japonské kapitulace. Na ostrově Šumšu se Sověti střetli s houževnatou japonskou obranou včetně zákopů a protitankových pastí. Rudá armáda ztratila 1567 vojáků, z toho 516 mrtvých, japonská císařská armáda ztratila 1018 vojáků, z toho 256 zabitých.

## Příčiny

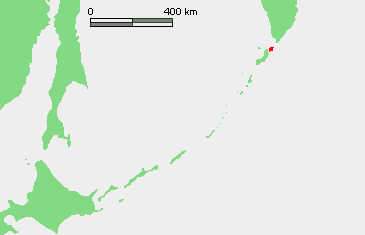
Poloha ostrova Šumšu v Kurilech

Po obsazení Sachalinu se Rudá armáda zaměřila na nejsevernější Kurilský ostrov Šumšu. Pro Japonsko byl tento malý ostrov důležitý, neboť na jihu ostrova mělo námořní základnu Kataoka. Na severu ostrova byly vybudovány bunkry a protiletecká baterie na sovětském tankeru, který zde uvízl v roce 1943.

## Přípravy
Kvůli špatnému počasí sovětské letectvo nezajistilo podrobné informace o opevnění na ostrově, sovětské dělostřelectvo tedy před invazí bombardovalo ostrov naslepo. Sovětské velení se rozhodlo pro vylodění ze severu, ale riskovalo, protože z jihu se ze sousedního ostrova Paramušir mohly připojit japonské posily, s nimiž by ostrov bránilo 23 000 japonských vojáků a dalších 16 obojživelných tanků.

## Průběh

Mapa bojů o Šumšu: červeně postup Sovětů, modře manévry Japonců

Ve čtyři hodiny ráno 17. srpna 1945 vyplulo z Kamčatky v husté mlze několik sovětských lodí. Plavba na Šumšu proběhla bez událostí a trvala den. 

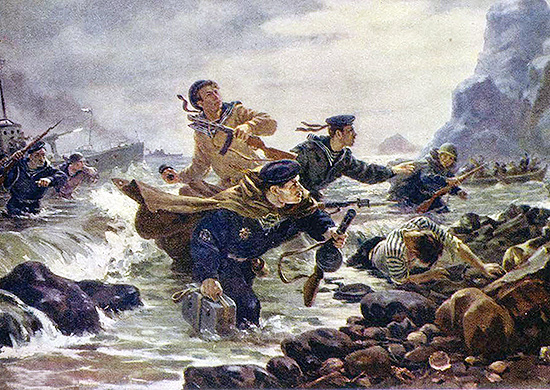
A. I. Plotnov: Vylodění sovětských vojáků na Šumšu (obraz z roku 1948)

Ve dvě hodiny ráno následujícího dne dorazila flotila k místu vylodění. Útočící jednotky musely bojovat se silnými proudy a ledovou vodou. Přítomnost sovětských vojáků byla japonskou posádkou zjištěna o hodinu později a japonská děla zahájila palbu. Bylo potopeno pět velkých vyloďovacích člunů, výsadku tak chyběly těžké zbraně. 
Sovětská námořní děla zasáhla maják, který začal hořet, a tím posloužil jako orientační bod pro ostatní invazní lodě. Většinu invazních vojáků odnesly silné mořské proudy, přesto se jich dostatečné množství dostalo na pláž a zahájilo útok. Kvůli husté oblačnosti neměly útočící jednotky leteckou podporu. Při bojích se ukázalo, že japonské lehké tanky jsou snadno zranitelné. Sedm japonských tanků bylo zničeno protitankovými granáty. Pěchota dále pokračovala v útoku na nepřátelské opěrné body. Mezi tím ji začalo podporovat vyloděné dělostřelectvo. Japonci byli ochotni vyjednávat, 22. srpna se pak japonská posádka vzdala. Veškerý odpor byl zastaven 23. srpna.

## Závěr celé invaze
25. srpna 1945 kapitulovala posádka na ostrově Onekotan a dalších významných bodech Kurilských ostrovů. Do 1. září dobyla Rudá armáda všechny Kurilské ostrovy. Spojenci Stalinovi slíbili, že tyto ostrovy se Sachalinem připadnou Sovětskému svazu, ale Stalin plánoval dobýt i celý japonský ostrov Hokkaidó. Prezident Spojených států amerických byl sovětskými plány zděšen. Japonské impérium podepsalo kapitulaci 2. září 1945 a Kurilské ostrovy a Sachalin se staly součástí Sovětského svazu.